# Zdzisław Pachowski

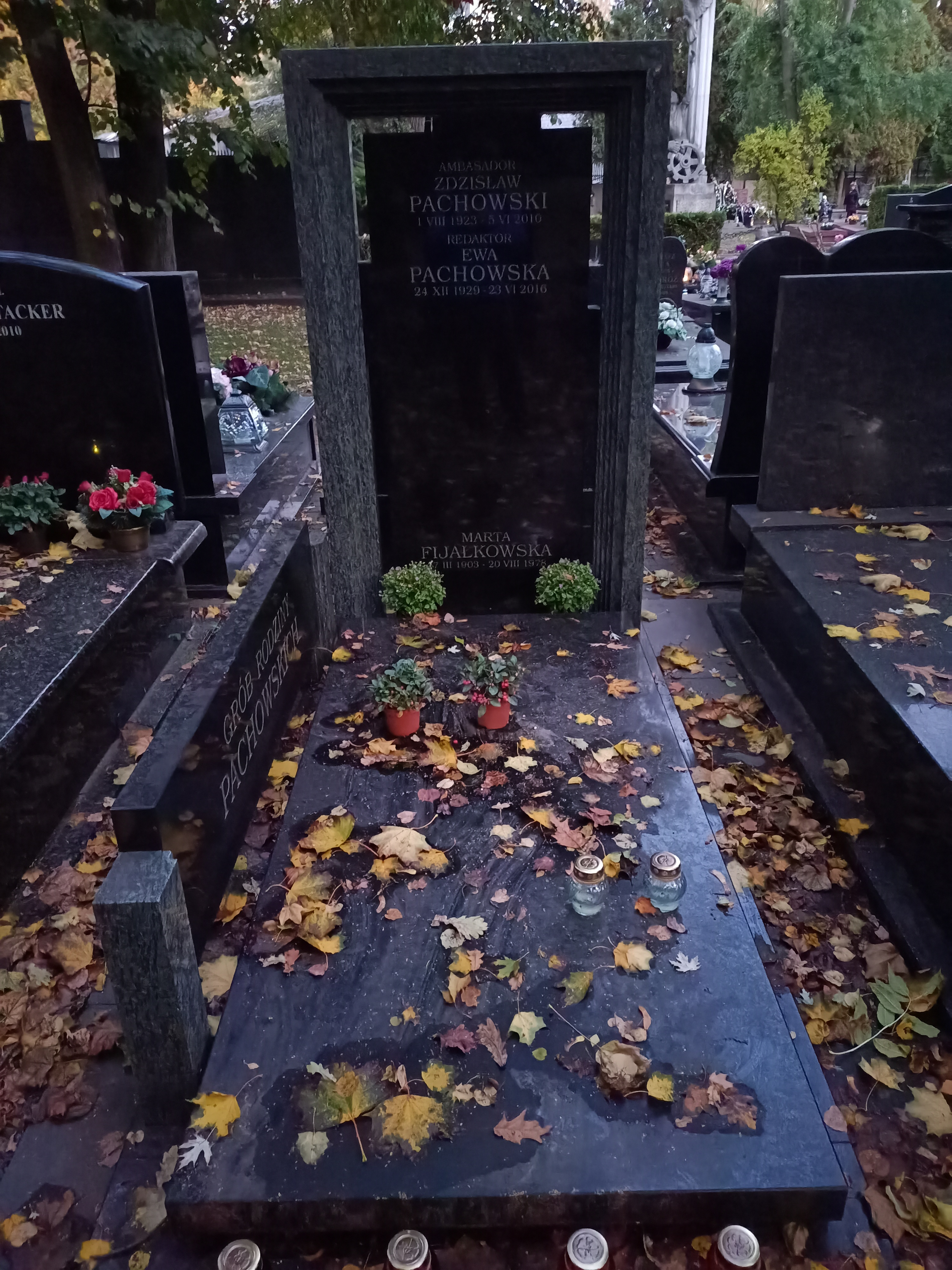
Grób Zdzisława Pachowskiego na Cmentarzu wojskowym na Powązkach

Zdzisław Antoni Pachowski (ur. 1 sierpnia 1923 w Łodzi, zm. 5 czerwca 2010 w Warszawie) – funkcjonariusz wywiadu PRL, dyplomata, ambasador w Kambodży (1968–1970) i Maroku (1973–1977).

## Życiorys
Syn Ludwika i Leontyny. W 1945 został tłumaczem przy Kierownictwie Wydziału I WUBP Łódź. W 1952 mianowany na stanowisko naczelnika Wydziału III UBP w Warszawie. Od 19 czerwca 1958 do 1 stycznia 1961 był oddelegowany do rezydentury paryskiej, początkowo zastępca rezydenta, a od 1 marca 1960 rezydent, oficjalnie pracując jako II sekretarz Ambasady PRL w Paryżu. Od 20 września 1962 do 2 października 1965 rezydent w Sztokholmie, oficjalnie jako I sekretarz Ambasady w Sztokholmie. Następnie przeszedł do Ministerstwa Spraw Zagranicznych. W latach 1968–1970 ambasador w Kambodży, zaś w latach 1973–1977 ambasador w Maroku.
Mąż Ewy, ojciec Jarosława. Pochowany na Cmentarzu Wojskowym na Powązkach.